# پالوئو-سور-اندر
پالوئو-سور-اندر (به فرانسوی: Palluau-sur-Indre) یک کمون در فرانسه است که در اندر واقع شده‌است. پالوئو-سور-اندر ۴۱٫۵۵ کیلومتر مربع مساحت و ۷۸۳ نفر جمعیت دارد و ۱۷۷ متر بالاتر از سطح دریا واقع شده‌است.